# Pidgin
Un pidgin (pronunciado en inglés /pɪdʒɪn/)  es una lengua simplificada, creada y usada por individuos de comunidades que no tienen una lengua común ni conocen suficientemente alguna otra lengua para usarla entre ellos. Los pidgins han sido comunes a lo largo de la historia en situaciones como el comercio, donde los dos grupos hablan lenguas diferentes, o situaciones coloniales en que había mano de obra forzada (frecuentemente entre los esclavos de las colonias se usaban temporalmente pidgins).
En esencia, un pidgin es un código simplificado que permite una comunicación lingüística escueta, con estructuras simples y construidas azarosamente mediante convenciones, entre los grupos que lo usan. Un pidgin no es la lengua materna de ninguna comunidad, sino una segunda lengua aprendida o adquirida. Los pidgins se caracterizan por combinar los rasgos fonéticos, morfológicos y léxicos de una lengua con las unidades léxicas de otra, sin tener una gramática estructurada estable.

## Introducción
El pidgin no es habitualmente la lengua materna de ningún grupo étnico o social; suele ser la lengua que emplea un inmigrante en su nuevo lugar de residencia, o una lingua franca empleada en una zona de contacto intenso de poblaciones lingüísticamente diferenciadas, como por ejemplo un puerto muy activo. Los pidgins fueron frecuentes también en las colonias, mezclando elementos de la lengua de la nación dominante con los de los nativos y los esclavos introducidos en ella.
El hablante del pidgin emplea las estructuras formales de su lengua materna, a las que completa con vocablos de la lengua de su interlocutor. Puesto que se emplean para mantener comunicaciones entre individuos con competencias lingüísticas diferentes, su gramática normalmente suele reducirse a lo indispensable. Es comúnmente aceptada la idea de que si un pidgin se estabiliza como lengua de un grupo, de modo que llega a tener hablantes nativos, empieza a convertirse en un creole o lengua criolla, la cual se caracteriza por adquirir, sobre la base del pidgin, todas las características de una lengua natural completa. Sin embargo, algunos lingüistas, como Salikoko Mufwene, consideran que este hecho no está bien demostrado.

## Historia
El pidgin más antiguo del que se tiene noticia es la lingua franca o sabir, un dialecto empleado por los marinos y mercaderes del Mediterráneo desde el siglo XIV que continuó en uso hasta finales del siglo XIX. Muchos otros pidgins se han originado en la actividad comercial de los europeos; el pidgin de Guangzhou –del que una etimología popular, pero probablemente falaz, hace derivar el propio término «pidgin»– se originó en los puertos chinos para la negociación.
Otra rica fuente de pidgins fue la introducción en las colonias americanas y caribeñas de esclavos de origen africano. La combinación de las distintas lenguas que estos hablaban –puesto que los esclavistas capturaban indistintamente a miembros de distintas etnias, muchas veces desconocidas u hostiles entre sí– con las lenguas de los terratenientes coloniales y los nativos amerindios dio lugar a numerosas mezclas, de las cuales la mayoría se estabilizaron al final en lenguas criollas. En Sudamérica, la combinación del portugués, el español y las lenguas tupí-guaraníes dio origen a la Língua geral o ñe'ẽngatú, hablado en la cuenca del Amazonas y en todo el Paraguay (llamado ahí "jopará"), empleada para los ritos umbanda hasta el día de hoy.

## Etimología
El origen del término no está claro. Se ha sugerido que la palabra se tomó de la pronunciación china de la palabra inglesa business ("negocios"), pero podría deberse también a la expresión pigeon English («inglés de paloma»), en referencia a la paloma mensajera. La palabra china para pidgin, en chino tradicional, 洋涇濱; en chino simplificado, 洋泾滨; pinyin, yáng jīng bīn, tuvo su origen a partir del nombre del río Jīng, situado a lo largo de la frontera entre las tierras arrendadas a franceses e ingleses en Shanghái.
Pidgin English es el nombre dado por los angloparlantes al pidgin chino-anglo-portugués usado para el comercio en Cantón durante los siglos XVIII y XIX; en China esta lengua franca recibió el nombre de inglés de Cantón.

## Desarrollo
La creación de un pidgin requiere:
- Contacto regular prolongado entre las diferentes lenguas de las comunidades
- Necesidad de comunicación entre ellos
- Ausencia de una interlengua generalizada y accesible

Una idea muy extendida entre los lingüistas es que un pidgin se puede convertir en una lengua criolla, si se dan las circunstancias sociales adecuadas, es decir, cuando una generación de niños lo aprende como lengua materna. Esto podría apoyar la tesis de Noam Chomsky relativa a que existe una estructura cerebral innata que nos permite, siendo niños, aprender algo tan complejo como la gramática (gramática universal). Sin embargo otros lingüistas, como Salikoko Mufwene, han criticado esta idea y consideran que una lengua criolla puede aparecer sin que exista un pidgin previamente.